# Suelos de Venezuela

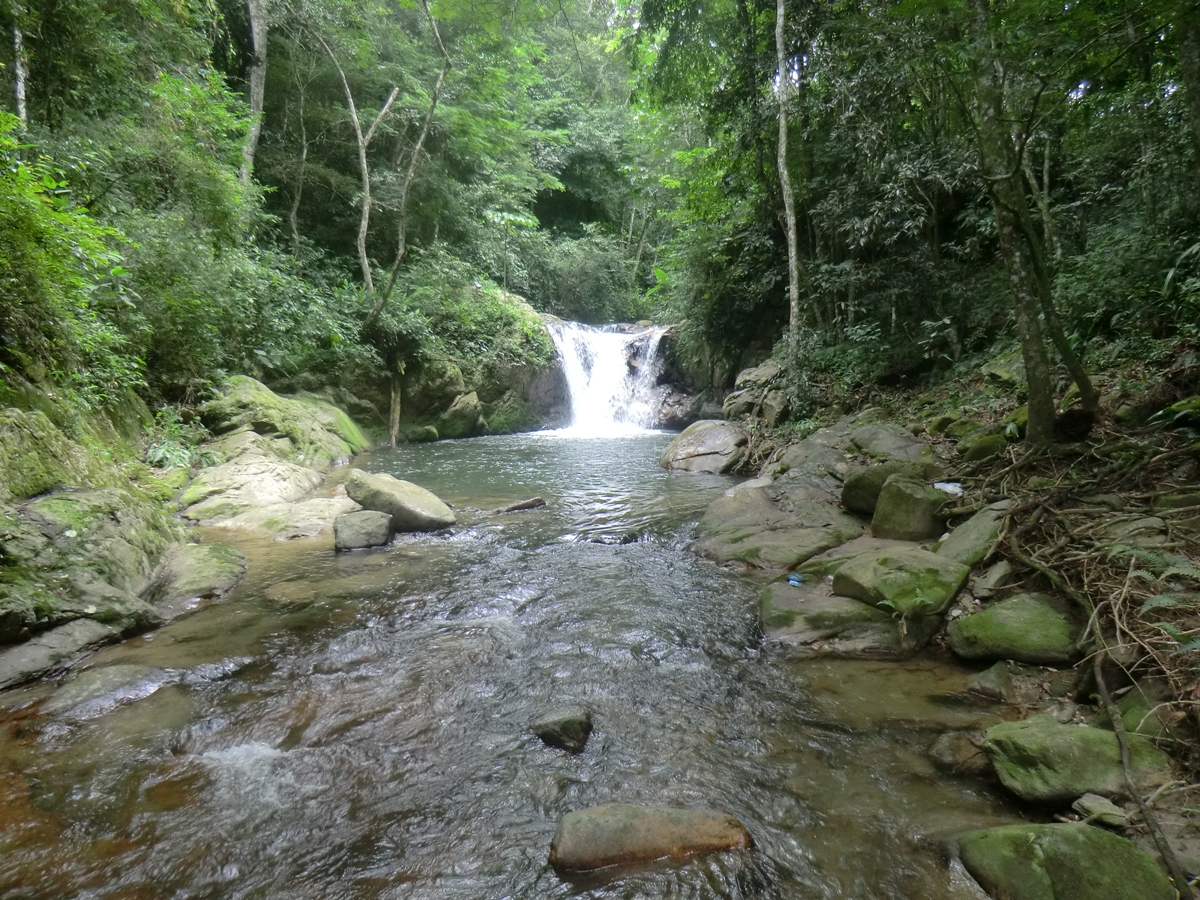
Río del Norte en el sector de Guatire.

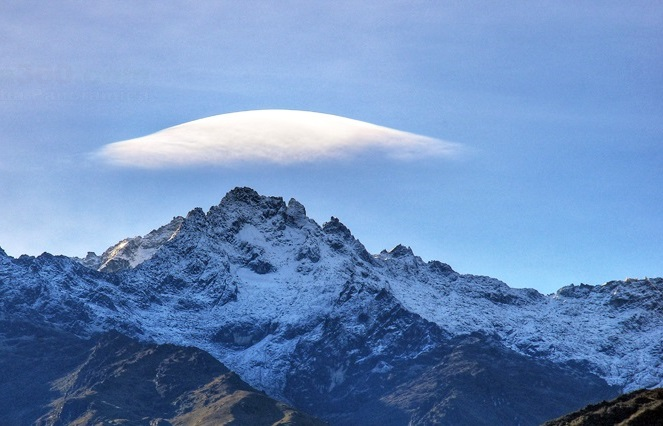
Pico Bolívar.

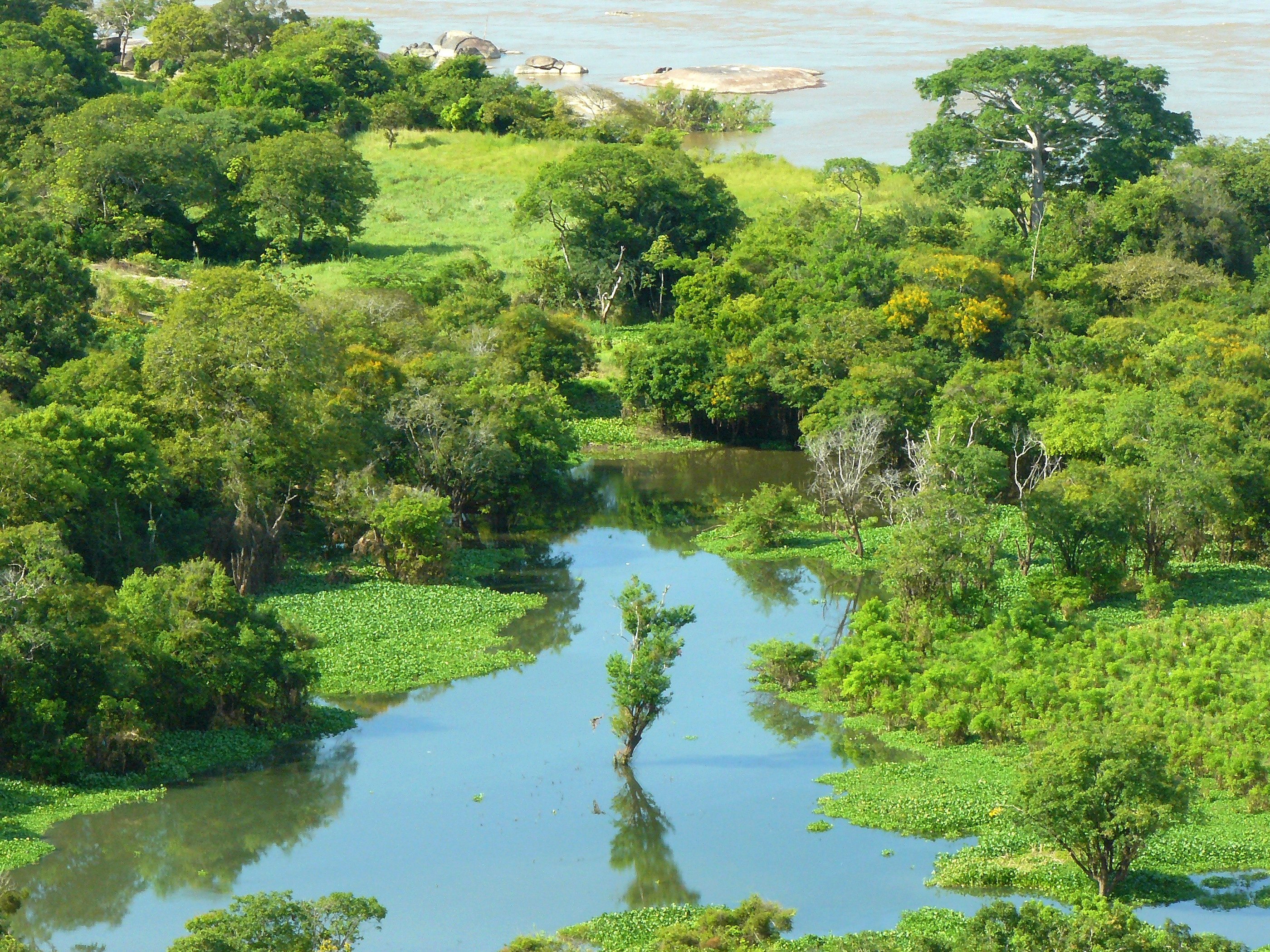
Selva amazónica y el río Orinoco.

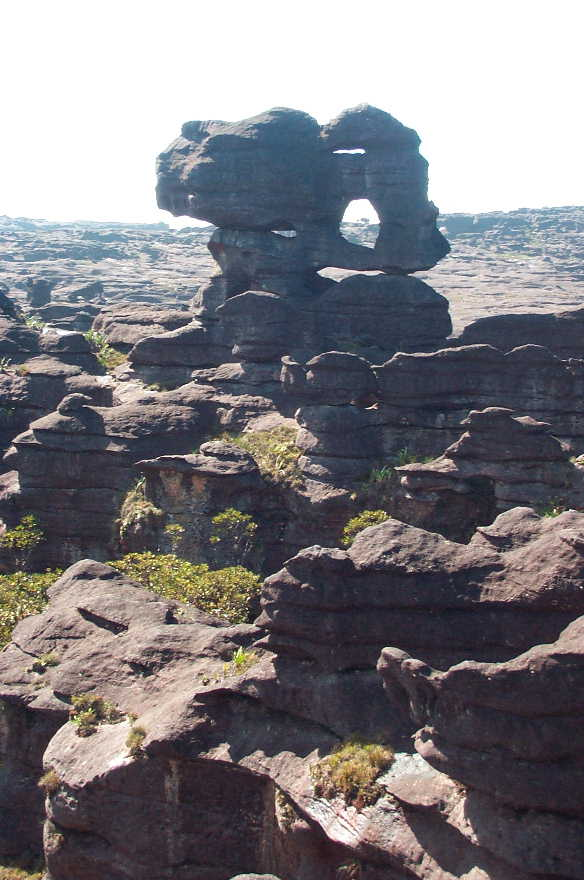
Formación Roraima.

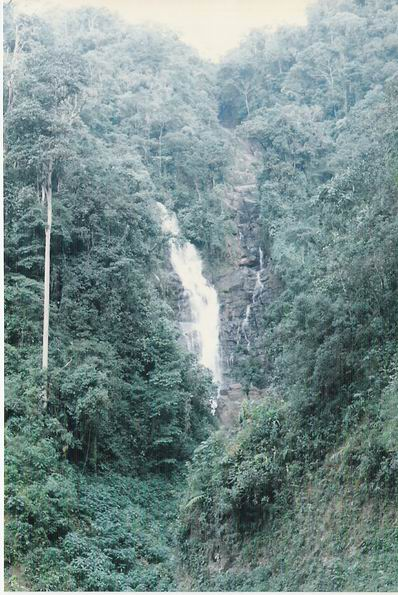
Un bosque andino de montaña con una caída de agua.

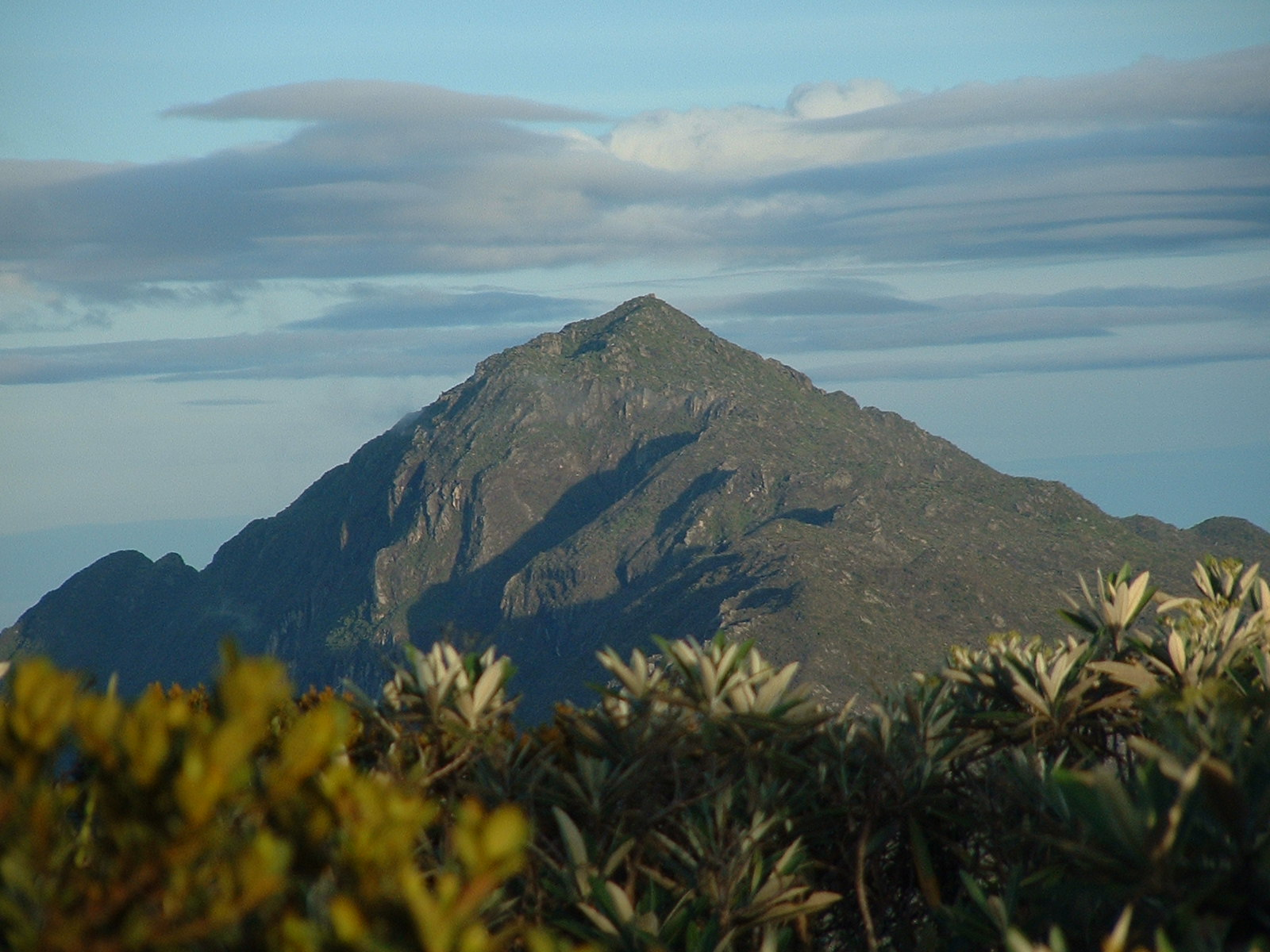
Bosques montanos de la Cordillera de la Costa.

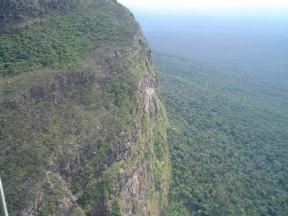
Parque nacional Cerro Yapacana.

Aunque Venezuela se localiza en la zona intertropical y la formación de sus suelos responde al clima correspondiente a su latitud, no posee en todas sus regiones el mismo tipo de suelo. 
En Venezuela, la diversidad de suelos es notable en su geología, topografía y vegetación. Esta riqueza edáfica posibilita una amplia gama de usos, desde la agricultura hasta la construcción, siempre y cuando se seleccione el tipo de suelo adecuado para minimizar el impacto ambiental. Para comprender mejor esta diversidad, Venezuela adoptó la séptima aproximación de la clasificación de suelos de la USDA, identificando nueve de los doce órdenes de suelos existentes en este sistema: entisoles, inceptisoles, vertisoles, mollisoles, ultisoles, oxisoles, aridisoles, histosoles y alfisoles.
Los entisoles, suelos jóvenes con escasa diferenciación de horizontes, se encuentran dispersos en varios estados venezolanos, indicando áreas de reciente deposición o erosión. Los inceptisoles, ligeramente más desarrollados, son abundantes y se localizan principalmente en el noroeste y este del país. Los vertisoles, caracterizados por su alta fertilidad y capacidad de retención de agua, son menos comunes pero fundamentales para el cultivo de ciertos granos. Mollisoles, con una capa superficial rica en materia orgánica, se localizan en áreas específicas como los alrededores del lago de Valencia. Los ultisoles, ácidos y de baja fertilidad, cubren amplias áreas del territorio, especialmente en Apure, Guárico, Anzoátegui, Monagas, Zulia y Cojedes. Oxisoles, altamente desarrollados pero de baja fertilidad natural, se hallan principalmente en Amazonas. Aridisoles, predominantes en zonas áridas y semiáridas, se distribuyen en Lara, Zulia, Falcón, entre otros. Histosoles, ricos en materia orgánica, son típicos de áreas húmedas como el delta del Orinoco. Finalmente, los alfisoles, con una capa de acumulación de arcilla en el subsuelo, son fértiles y se encuentran en diversas regiones del país.
Esta clasificación permite una gestión más efectiva del uso del suelo en Venezuela, maximizando su potencial mientras se conservan los recursos naturales y se minimiza el impacto ambiental. La elección cuidadosa del tipo de suelo para la agricultura, la construcción y otras actividades es necesario para el desarrollo sostenible del país.

## Clasificación
Los suelos venezolanos se agrupan en suelos zonales, suelos azonales, suelos intrazonales, suelos de zonas áridas, semiáridas y posterioridad grandes cambios en los suelos cuando llueve y tenemos la llamada erosión, meteorización y formación.

### Suelos zonales
Estos suelos se originan de rocas sedimentarias, que se forman por la acumulación de material en el extremo de los ríos, los cuales se consideran muy fértiles.

### Suelos azonales
Son aquellos que se producen bajo cualquier tipo de clima y latitud, tienen escaso grado de madurez. Están presentes en las llanuras aluviales, en laderas de las montañas y suelos arenosos de los desiertos.

### Suelos intrazonales
Son suelos de origen residual, formados por restos de rocas que, debido al mal drenaje, permanecen en el mismo lugar donde se inició la memorización. Por su propensión a la erosión, son poco aptos para la agricultura y necesitan sistemas de protección para su uso agrícola. En Venezuela, los suelos intrazonales se ubican en las zonas montañosas de los Andes y el estado Falcón.

### Suelos de zonas áridas y semiáridas
Son suelos que constituyen un ambiente natural de baja productividad, donde el agua suele ser el principal factor limitante para la producción ambiental.

## Fertilidad de los suelos
Según la fertilidad, hay en Venezuela varios tipos de suelo:

### Muy fértiles
Son suelos planos, sin problemas de erosión y ricos en nutrientes. Son buenos para todo tipo de cultivo. Se localizan en los estados Zulia, Mérida, Lara, Portuguesa, Yaracuy, Carabobo, Aragua, Miranda y Delta Amacuro.

### Fértiles
Son suelos correspondientes a las laderas de las montañas. Aunque son propensos a la erosión, en ellos se cultiva maíz, café, árboles frutales y pasto. Se encuentran en los estados Apure, Barinas, Guárico, Anzoátegui, Monagas, Bolívar y Táchira.

### Poco fértiles
Se localizan en las áreas más elevadas de las montañas, en los páramos andinos venezolanos, donde las condiciones climáticas y de relieve son relativamente adversas para la agricultura. Sin embargo, en ellos se puede cultivar papa, zanahoria, fresa y alcachofa.

### No fértiles
Son arenosos y pobres en nutrientes. En ellos se desarrolla una vegetación xerófila (cujíes, cardones). Se localizan en el estado Falcón y en la península de La Guajira, y a veces en Maracay.